# Mare Humboldtianum
Il mare Humboldtianum o mare di Alexander von Humboldt è un mare lunare situato nel bacino Humboldtianum, immediatamente a est del mare Frigoris. Si trova sul bordo nord-orientale del disco lunare, a cavallo tra la faccia visibile e quella nascosta della Luna. A causa di questa posizione, la sua osservazione dipende dunque dalla librazione lunare. In alcune occasioni non è addirittura visibile dalla Terra.
Prende il suo nome dall'ecologo tedesco Alexander von Humbolt.
La sua parte sud-orientale, di un grigio più chiaro, è una regione più collinare.